# Église Saint-Pierre de Landes
Pour les articles homonymes, voir Église Saint-Pierre.
L'église Saint-Pierre est une église catholique située à Landes, en France.

## Localisation
L'église est située dans le département français de la Charente-Maritime, sur la commune de Landes.

## Protection
Les parois décorées de peintures murales de l'église Saint-Pierre sont classées au titre des monuments historiques depuis 1903, l'édifice lui-même ayant été inscrit en 1994.

## Galerie de photos

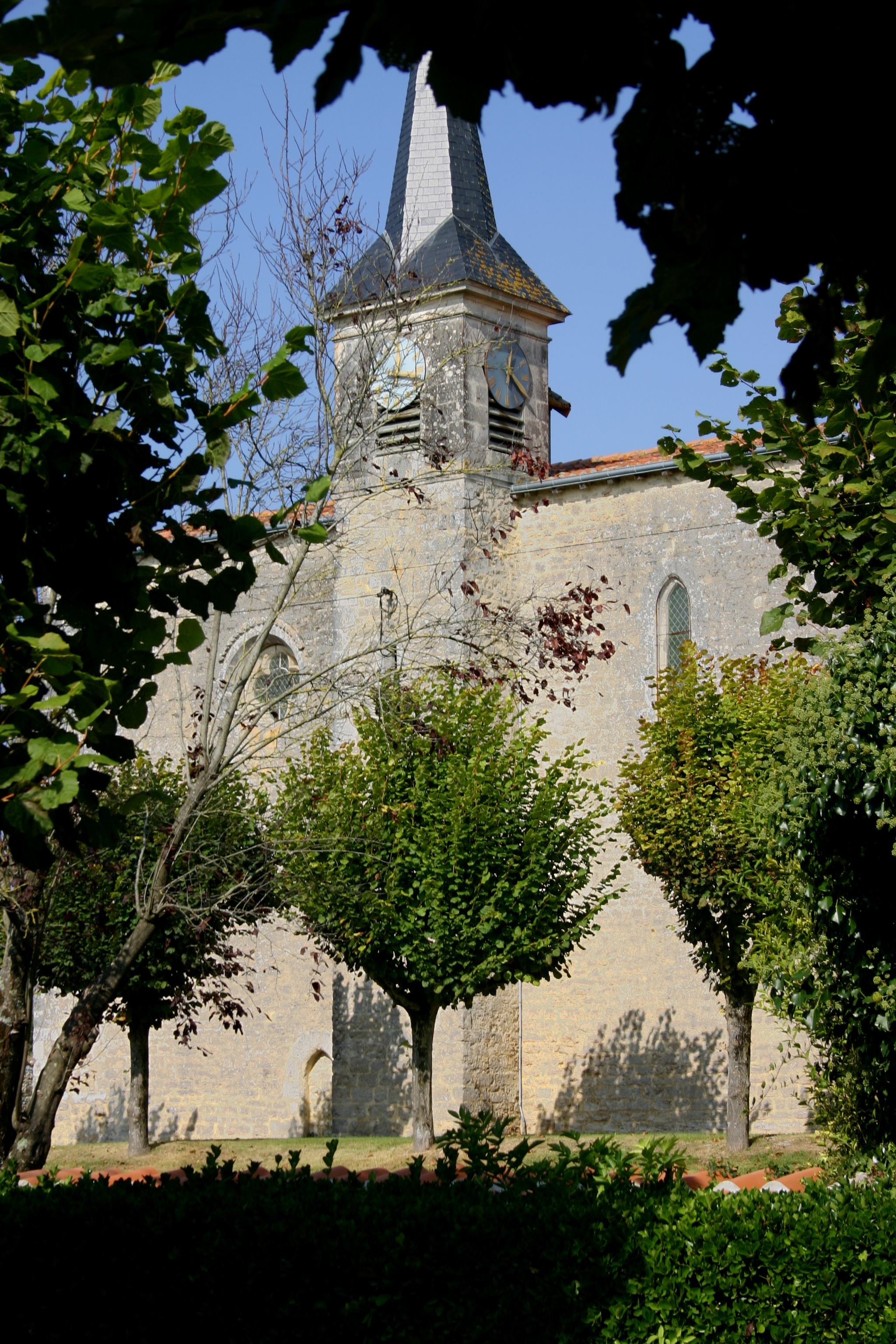
Vue du clocher.
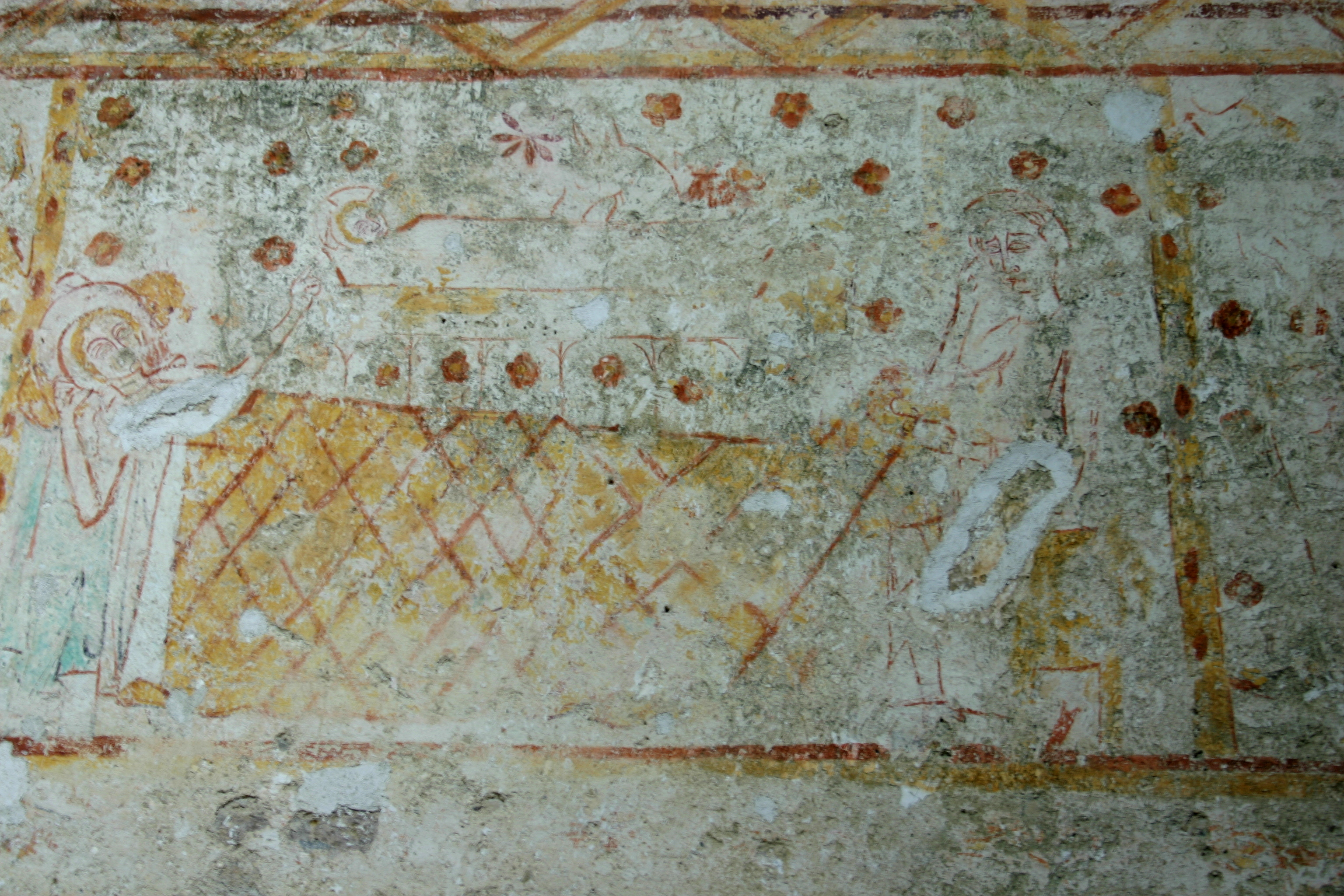
Fresques du XIVe siècle.